# Geleyeh
Geleyeh (persiska: گلیه, گِليِّه, گِليِه, گَليِه) är en ort i Iran.   Den ligger i provinsen Kurdistan, i den nordvästra delen av landet, 500 km väster om huvudstaden Teheran. Geleyeh ligger 1 872 meter över havet och antalet invånare är 814.
Terrängen runt Geleyeh är kuperad åt nordost, men åt sydväst är den bergig. Runt Geleyeh är det ganska tätbefolkat, med 60 invånare per kvadratkilometer. Närmaste större samhälle är Sarvābād, 9,5 km sydväst om Geleyeh. Trakten runt Geleyeh består i huvudsak av gräsmarker.